# Saint-Clément-de-la-Place
Saint-Clément-de-la-Place là một xã thuộc tỉnh Maine-et-Loire trong vùng Pays de la Loire phía tây nước Pháp. Xã này nằm ở khu vực có độ cao trung bình 24 mét trên mực nước biển.